# Cape Island
Cape Island est une île des États-Unis en Caroline du Sud, une des Sea Islands dans le comté de Charleston.

## Géographie
Elle s'étend sur plus de 6,5 km de longueur pour une largeur d'environ 560 m. Elle est connue pour faire partie du Cape Romain National Wildlife Refuge (en).